# 上野綾子
上野 綾子（うえの あやこ、1930年7月31日 - ）は、東京都出身の女優。

## 出演作品

### テレビドラマ

#### NHK
- 少年ドラマシリーズ / なぞの転校生（1975年）
- 大河ドラマ / 春の波涛（1985年） - 受帳

#### 日本テレビ
- 快獣ブースカ 第21話「ウルトラまんじゅうに突撃」（1967年） - 虎子の母
- わが青春のとき 第7話（1970年）
- 気になる嫁さん 第12話「馬鹿にしてるわ この家族」（1971年）
- 弥次喜多隠密道中 第23話「鳴門の小判鮫」（1972年）
- 飛び出せ!青春 第10話「男なら特訓特訓また特訓」（1972年）
- 太陽にほえろ!
  - 第60話「新宿に朝は来るけれど」（1973年） - 居酒屋女将
  - 第100話「燃える男たち」（1974年） - 滝川夫人
  - 第120話「拳銃の条件」（1974年）
  - 第190話「パズル」（1976年） - 川井さわ
  - 第279話「愛と怒り」（1977年） - アパート大家
  - 第363話「13日金曜日ボン最期の日」（1979年）
  - 第373話「疑わしきは」（1979年）
  - 第382話「甘ったれ」（1979年） - 加藤の隣人
  - 第443話「あなたは一億円欲しくありませんか」（1981年） - 坂上の遠縁の女性
  - 第480話「年月」（1981年） - 旅館の女将
  - 第498話「600秒の賭け」（1982年） - 蕎麦屋の女将
  - 第540話「北の女」（1983年） - 「ゆき」女将
  - 第566話「あいつが…」（1983年） - 谷家の近所の主婦
  - 第672話「再会の時」（1985年） - 中年の女性
  - 第682話「揺れる生命」（1986年） - 高木荘大家
  - 第688話「ホノルル・大誘拐」（1986年） - 御岳山付近の住人
  - 第707話「いつか見た、青い空」（1986年）
  - 第718話「そして又、ボスと共に」（1986年） - 初江（主婦）
- 雑居時代 第15話「今年はライオンどし?」（1974年）
- 傷だらけの天使 第16話「愛の情熱に別れの接吻を」（1975年）
- 伝七捕物帳
  - 第70話「人情裏町千両唄」（1975年）
  - 第117話「紫房の十手が許さねえ!」（1976年）
- 気まぐれ本格派 第1話「カッパの里帰り」（1977年）
- 西遊記 第3話「三兄弟 天竺への誓い」（1978年）
- 俺たちは天使だ! 第8話「運が良ければ相続人」（1979年） - ひまわり園園長
- 熱中時代 第2シリーズ 第18話「マムシ・イモ掘り・テレビ局」（1980年） - 久保田澄子
- おてんば宇宙人 第8話「冬の夜の怪奇物語」（1981年）
- 火曜サスペンス劇場
  - 愛しき妻よさらば（1983年）
  - ロープ殺人事件（1984年）
  - 弁護士・高林鮎子 第7作「L特急しまんと6号 早春四国路殺人事件」（1990年） - お茶の先生
- 木曜ゴールデンドラマ / 嫁と姑（1983年）
- 誇りの報酬 第4話「飛騨高山の乱れからくり」（1985年）

#### TBS
- チャコちゃんシリーズ→ケンちゃんシリーズ
  - チャコちゃんハーイ! 第1話「はじめましてチャコよ」（1965年）
  - ジャンケンケンちゃん（1969年） - ノン子の母
- とし子さん（1966年）
  - 第3話「妻の座は堅し」 - 美容師
  - 第9話「偉大な一ページ」 - PTA役員
  - 第11話「さまよう仔羊」 - PTA役員
  - 第13話「いなかものの栄光」 - PTA役員
- 渥美清の泣いてたまるか 第2話「やじろべえ夫婦」（1966年）
- コメットさん
  - 第1期 第52話「突撃てるてる坊主」（1968年） - 五郎の母
  - 第2期 第16話「夢は正夢 お嫁にゆくの?」（1978年）
- フジ三太郎 第1話「サンマ苦いか…」（1968年）
  - 第38話「サインはV…?」
  - 第47話「なんでもひきうけます」
- 花王愛の劇場
  - 氷点（1971年）
  - 妻ふたたび（1972年）
  - 夫婦（1981年）
  - 流れる星は生きている（1982年）
  - 妻の定年 第1話「退職金の秘密」（1983年）
- 木下恵介アワー / 二人の世界 第25話（1971年）
- なんたって18歳! 第6話「お金儲けは楽じゃない」（1971年）
- Gメン'75
  - 第75話「刑事を捨てた刑事」（1976年） - 恵比寿家従業員
  - 第197話「非行少女・ミキ」（1979年）
- ブラザー劇場 / 刑事くん 第4部 第13話「セーラー服は抗議する」（1976年）
- 噂の刑事トミーとマツ 第1シリーズ 第23話「男ならトミコぬきで勝負しろ!」（1980年）
- 遙かなりマイ・ラブ（1981年）
- ザ・サスペンス / 松本清張の馬を売る女（1982年）
- 水曜ドラマスペシャル / 妻の知らない夫の顔（1986年）

#### フジテレビ
- 男は太郎（1964年） - 菊子
- 旗本退屈男 第8話「濡れ髪人形」（1970年） - 母親
- 夕空晴れて 第1話（1971年）
- 一心太助 第24話「あべこべ物語」（1972年） - おかみ
- ライオン奥様劇場 / 男の償い（1972年）
- 剣客商売 第6話「まゆ墨の金ちゃん」（1973年）
- 特捜記者 犯罪を追え 第20話「帝国陸軍ラッパ集」（1974年）
- 江戸の旋風
  - 同心部屋御用帳 江戸の旋風II（1976年）
    - 第13話「おみよの復讐」
    - 第24話「盗人の十手」
    - 第37話「娘ごころの秋」

  - 第4シリーズ 第17話「若い狼たち」（1979年）
- 華麗なる刑事 第23話「女豹走る!」（1977年）
- 江戸の渦潮（1978年）
  - 第5話「酔いどれ十手」
  - 第18話「老盗とその娘」
- 江戸の激斗 第3話「鉄砲道の決斗」（1979年）
- 旅がらす事件帖 第7話「嵐の中の用心棒」（1980年）
- 気になる天使たち 第9話「君がいて、僕がいる」（1981年）
- 同心暁蘭之介 第22話「恐怖の町」（1982年）
- 暴れ九庵 第2話「悪女を包む秋の風」（1984年）
- 現代恐怖サスペンス / 選ばれた女（1988年）
- 森村誠一サスペンス / 死導標（1990年）

#### テレビ朝日
- 特別機動捜査隊
  - 第204話「ある鍵ッ子」（1965年）
  - 第284話「こどもの暦」（1967年） - 前野
  - 第419話「夜のシャボン玉」（1969年） - 百合子
  - 第423話「石狩の女」（1969年） - 宇野
  - 第446話「お米のブルース侑子」（1970年） - 侑子
  - 第459話「裸の狂宴」（1970年） - 歯科医
  - 第564話「男がつぶやく子守唄」（1972年） - 宮子
  - 第582話「消えゆく灯」（1972年） - ハナコ
  - 第591話「失われた乳房」（1973年） - 有閑夫人
  - 第638話「ある夫婦のメロディー」（1974年） - 花代
  - 第655話「ある特捜記者」（1974年） - 奥さん
  - 第772話「妻と愛人のメロディー」（1976年） - 敏子
  - 第783話「妻の日記帳」（1976年） - 和代
- 鬼平犯科帳
  - 第1シリーズ 第36話「白痴」（1970年） - おきよ
  - 第2シリーズ 第2話「猫じゃらしの女」（1971年） - 内儀
- イナズマン 第21話「渡五郎 イナズマン死す!?」（1974年） - 野路とし（ファントム兵士）
- イナズマンF 第18話「レッドクイン 暗殺のバラード」（1974年） - 飛鳥夕子の母
- 非情のライセンス
  - 第2シリーズ（1975年）
    - 第19話「兇悪の十字架」 - 坂崎道代
    - 第51話「優雅な兇悪」 - 団地の主婦

  - 第3シリーズ 第4話「兇悪の女医・ささやく鍵」（1980年）
- 鬼平犯科帳 第4話「魔剣」（1975年） - 近江屋のおかみ
- 破れ傘刀舟悪人狩り 第49話「火刑台の魔女」（1975年） - ふじ
- 5年3組魔法組（1976年 - 1977年） - モスケの母
- 特捜最前線
  - 第15話「目撃 ある人妻の証言 」（1977年）
  - 第55話「アリバイ・駈けこんで来た女!」（1978年）
  - 第80話「新宿ナイト・イン・フィーバー」（1978年）
  - 第137話「誘拐II・果てしなき追跡!」（1979年）
  - 第154話「オルフェの歌った演歌!」（1980年）
  - 第195話「殺人メロディーを聴く犬!」（1981年）
  - 第217話「深夜の密告ファクシミリ!」（1981年）
  - 第234話「リンチ経営塾・消えた父親たち!」（1981年）
  - 第259話「二人の街の天使!」（1982年）
  - 第273話「水色の幽霊を見た婦警!」（1982年）
  - 第282話「ラッシュアワーの女!」（1982年）
  - 第289話「死んだ筈の女!」（1982年）
  - 第301話「万引き少女の日記!」（1983年）
  - 第321話「11時まで待っていた女!」（1983年）
  - 第324話「紫陽花の見た殺人鬼!」（1983年）
  - 第359話「哀・弾丸・愛 7人の刑事たち」（1984年）
  - 第360話「哀・弾丸・愛II 7人の刑事たち」（1984年）
- 若さま侍捕物帳 第2話「参上!! 男の花道」（1978年） - 料亭女将
- 半七捕物帳 第11話「お化け半鐘」（1979年）
- あばれはっちゃく
  - 俺はあばれはっちゃく 第21話「切手コレクションマルヒ作戦」（1979年）
  - 男!あばれはっちゃく（1980年）
    - 第15話「何でも切るゾマルヒ作戦」
    - 第21話「踊れ! 黒潮マルヒ作戦」
- 伝七捕物帳 第20話「大さわぎ伝七長屋」（1979年）
- 江戸の牙 第14話「秘境 女軍団逆襲す」（1980年） - 内儀
- 鬼平犯科帳
  - 第1シリーズ 第5話「谷中いろは茶屋」（1980年）
  - 第2シリーズ 第24話「おみよは見た」（1981年）
- ザ・ハングマンシリーズ
  - ザ・ハングマン（1981年）
    - 第19話「恐怖で走るダイナマイト女」 - レディーヘルツ親睦会総代
    - 第37話「悪のカゲに浮気妻あり」 - 西山夫人

  - ザ・ハングマンV 第8話「みなしご小学生が大金持ちにさせられる!」（1986年） - 浅野家の家政婦
- ドラマ・人間（1981年）
  - 新宿ラブホテル殺人事件
  - 息子よ! 母の乳房を撮りなさい
- 女捜査官
  - 新・女捜査官 第5話「バラバラ殺人の鍵は変身美女?」（1983年）
  - 女ふたり捜査官 第10話「夫を乗りかえた不満妻」（1986年）
- 月曜ワイド劇場
  - 花柳幻舟獄中記（1984年）
  - 花柳幻舟獄中記II 女子刑務所花の同窓会（1985年）
- 私鉄沿線97分署 第2話「レオタードに泣け!」（1984年）
- 土曜ワイド劇場
  - 整形花嫁の復讐（1985年）
  - 白の処刑（1986年）
  - アスレチック クラブ 華麗な女の斗い（1986年）
  - 結婚プロデューサー麻美礼子の犯罪カタログ（1990年）
  - 事件記者冴子の殺人スクープ 第3作「恋人が女殺しで指名手配に! 宮崎・高千穂に真犯人を追う 地上142メートルの空中対決!」（2001年） - 西山由紀江の祖母
- 胸キュン刑事 第13話「ときめいて夏! 恋の予感」（1987年）
- 火曜スーパーワイド / 花ふぶき女スリ三姉妹 第1作「みちのく温泉デラックス無銭ツアー」（1988年）
- ゴリラ・警視庁捜査第8班 第44話「出発 -たびだち-」（1990年）
- 代表取締役刑事 第22話「大人は判ってくれない」（1991年）
- 愛しの刑事（1992年）

#### 東京12チャンネル→テレビ東京
- 女殺し屋 花笠お竜 第12話「女の強さを肌で知る」（1969年）
- おさな妻 第19話「まま母と言われて」（1971年）
- 大江戸捜査網
  - 第3シリーズ
    - 第77話「明日なき逃亡」（1975年）
    - 第147話「用心棒の逆襲」（1976年）

  - 新 大江戸捜査網 第4話「密会は殺しの誘い」（1984年） - おくめ
- ザ・スーパーガール 第33話「人妻蒸発 裏切りの肌は燃えて」（1979年）
- そば屋梅吉捕物帳 第21話「怨み節を弾く女」（1980年） - 茜の母
- 月曜・女のサスペンス
  - 夏樹静子トラベルサスペンス「東名高速殺人行 白いクーペの女」（1988年）
  - 列島縦断トラベルサスペンス「広瀬川心中」（1989年）
- 歴史サスペンス 隠密・奥の細道 第11話「芭蕉が愛した面影の女」（1988年）

#### 群馬テレビ
- 遥かなる八月の詩（1992年）

### 映画
- 恐怖のカービン銃（1954年、新東宝） - 佐多の妻
- 荒海の王者（1957年、新東宝） - 紀美
- 女王蜂（1958年、新東宝） - 女給
- 不如帰（1958年、新東宝） - 料亭の女将
- 人形佐七捕物帖 浮世風呂の死美人（1959年、新東宝） - お咲
- 薔薇と女拳銃王（1958年、新東宝） - まゆみ（女給）
- 隠密将軍と喧嘩大名（前後篇）（1958年、新東宝） - 小菊（芸者）
- 殺人犯・七つの顔（1959年、新東宝） - 長島ふみ子
- 女吸血鬼（1959年、新東宝）
- 続スーパー・ジャイアンツ 毒蛾王国（1959年、新東宝） - 女店員
- 怪談鏡ケ淵（1959年、新東宝） - 仲人
- 雷電（1959年、新東宝）
- 女奴隷船（1960年、新東宝） - 女
- 0線の女狼群（1960年、新東宝） - 福江
- 美男買います（1960年、新東宝） - 桃太郎（芸者）
- 生首奉行と鬼大名（1960年、新東宝） - 中臈
- 契約結婚（1961年、新東宝） - ロートレックの女
- 胎動期 私たちは天使じゃない（1961年、新東宝） - 古川澄子
- 湯の町姉妹（1961年、新東宝） - 滝子
- 狂熱の果て（1961年、新東宝） - 女給
- 嫉妬（1962年、新東宝） - 料亭女中
- 男はつらいよ 寅次郎恋歌（1971年、松竹） - 諏訪咲江
- 悪女かまきり（1983年、東映） - 保険会社のおばさん